# HMS Tiger (1913)
HMS Tiger byl bitevní křižník britského královského námořnictva. Postavila ho skotská loděnice John Brown & Co.. Tiger byl nejlépe pancéřovaným bitevním křižníkem britského námořnictva na počátku první světové války. Druhý zamýšlený kus této třídy, HMS Leopard, nebyl nikdy objednán.

## Vývoj

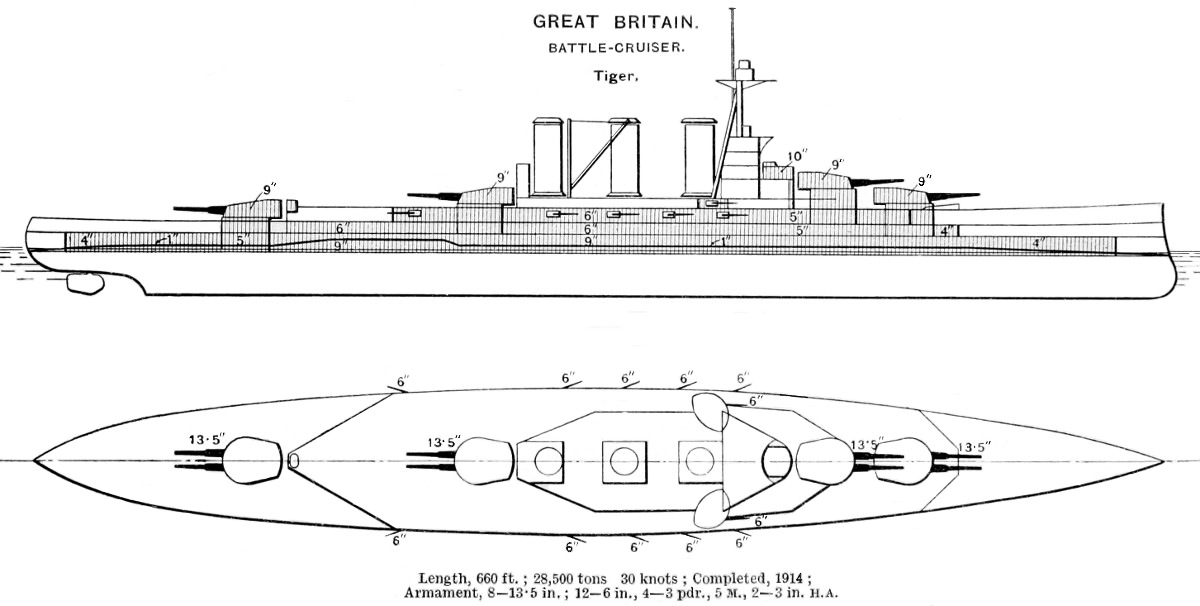
Uspořádání výzbroje a pancéřování

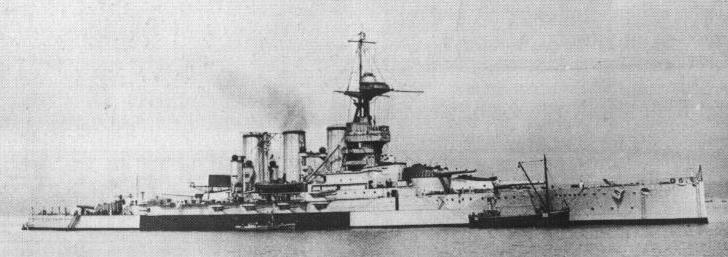
Tiger

Tiger původně měl být čtvrtou jednotkou bitevních křižníků třídy Lion. To se ale změnilo, když britská loděnice Vickers-Armstrong začala na zakázku Japonského císařského námořnictva stavět bitevní křižník Kongó (tři jeho sesterské lodě byly postaveny přímo v Japonsku). Konstruktér lodi sir George Thurston navrhl velice kvalitní a vyvážený projekt kombinující palebnou sílu osmi děl ráže 356 mm s kvalitní pancéřovou ochranou. Důležité bylo, že všechny hlavní dělové věže lodě byly soustředěny na přídi a na zádi, takže odpadl problém s malým palebným polem u lodí tehdy klasické koncepce, s několika věžemi umístěnými ve střední části trupu. Když se ukázalo, že Kongó má kvalitnější konstrukci, než nejnovější bitevní křižníky třídy Lion, rozhodla se admiralita stávající konstrukci opustit.
První tři jednotky třídy Lion už byly v pokročilém stádiu rozpracovanosti, zatímco na Tigeru bylo možné provést zásadní konstrukční změny. Výsledkem bylo plavidlo kombinující původní konstrukční prvky třídy Lion s vylepšeními převzatými z třídy Kongó. Jeho děla ráže 343 mm byla ponechána, ale pancéřování lodi zesíleno. Původně se uvažovalo o instalací nových kotlů Yarrow, menší a lehčí konstrukce, nakonec však byly použity kotle Brown & White, což bylo kritizováno, jelikož loď tak mohla být o několik uzlů rychlejší. Důvodem však mohlo být, že tyto kotle byly prozatím poměrně nespolehlivé.
V době stavby Tigeru se uvažovalo o stavbě sesterské lodě Leopard, která ale nebyla nikdy objednána. Leopard byl v plánech admirality nahrazen bitevním křižníkem, který měl pod jménem HMS Agincourt vzniknout modifikací rychlých bitevních lodí třídy Queen Elisabeth. Jelikož ale tento plán nebyl realizován, jméno Agincourt připadlo bitevní lodi, stavěné v Británii pro Osmanskou říši a zabavené po vypuknutí války.

## Válečná služba

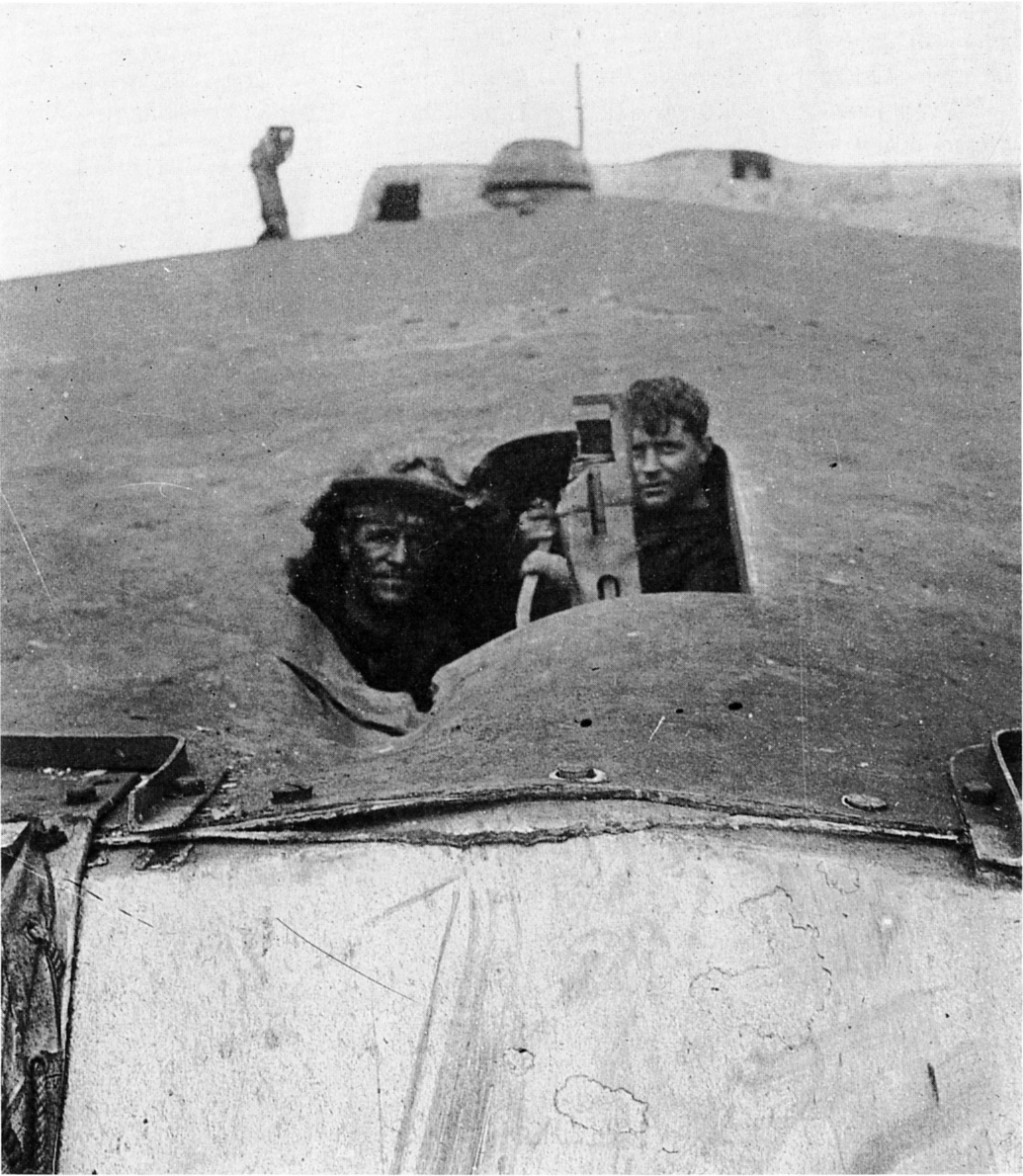
Dělová věž Tigeru poškozená v bitvě u Jutska

Když první světová válka začala, nebyl ještě Tiger dokončen. Do služby byl přijat v říjnu 1914 a krátce poté byl zařazen do stavu 1. eskadry bitevních křižníků, kotvící v Rosythu, které velel kontradmirál David Beatty. Eskadru tvořila kromě Tigeru trojice jeho vzdálených příbuzných - bitevní křižníky HMS Lion, HMS Queen Mary a HMS Princess Royal.
Tiger bojoval společně s bitevními křižníky Lion a Princess Royal v lednu 1915 v bitvě u Dogger Banku. V bitvě utrpěl několik zásahů a ztratil 10 mužů. Podobně jako u ostatních bitevních křižníků byla palba Tigeru rychlá, ale velice nepřesná a z 255 jím vypálených granátů nepřátelskou loď zasáhl jediný. Po bitvě byl dělostřelecký důstojník lodi vyměněn.
Dalším střetnutím, kterého se Tiger účastnil, byla v roce 1916 bitva u Jutska. Během bitvy byl zasažen patnácti granáty německých bitevních křižníků. Zahynulo 24 námořníků, především při zásahu zadní, vnitřní dělové věže Q na počátku střetnutí. Loď měla nakonec štěstí a bitvu přečkala. V jednom případě německý granát zasáhl barbetu dělové věže A, ale způsobil jen minimální škody, jelikož barbetu chránil silný pancíř. Kdyby však dopadl o půl metru níže, narazil by na tenčí pancíř a mohl pravděpodobně zničit celou věž.
Poškození z bitvy u Jutska bylo opraveno do 2. července 1916. Po opuštění doků se Tiger stal vlajkovou lodí 1. eskadry bitevních křižníků. Vlajkovou lodí zůstal až do dokončení opravy původní vlajkové lodě – bitevního křižníku Lion. O rok později se Tiger účastnil ještě druhé bitvy v Helgolandské zátoce, ke které došlo 17. listopadu 1917.
V roce 1917 loď prošla menší modernizací. Na věž Q byla instalována vzletová plošina a na třetí komín byla instalována plošina s vyhledávacími světlomety. Větší změny přišly v roce 1918, kdy byla změněna hlavní nástavba, přední stožár a přidána nová pozorovací plošina.

## Poválečná služba

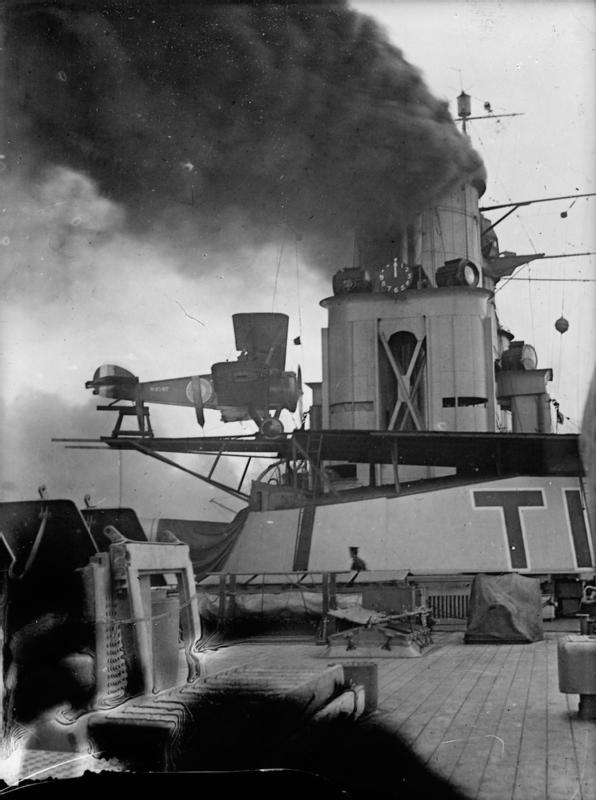
Stíhací letoun Sopwith Camel na katapultu umístěném na dělové věži Q

Tiger zůstal ve službě i po skončení první světové války a přečkal i vyřazování starších válečných lodí po Washingtonské konferenci v roce 1922. V roce 1922 se z Tigeru stala školní loď, což byla role, ve které sloužil téměř do konce desetiletí. Jen v roce 1929, když se nejnovější bitevní křižník Royal Navy HMS Hood podroboval modernizaci, byl Tiger reaktivován, aby posílil bitevní eskadru, běžně tvořenou ještě plavidly HMS Repulse a HMS Renown.
Přestože byl Tiger stále v dobrém stavu a nebyl ještě příliš starou lodí, bylo o jeho vyřazení ze služby rozhodnuto na Druhé londýnské námořní konferenci v roce 1930, která rozhodla o další redukci stavu bitevních loďstev největších námořních mocností. Loď zůstala ve službě jen do dokončení modernizace lodi Hood v roce 1931 a v březnu 1932 byla prodána do šrotu. Následně byla odtažena do skotského Inverkeithingu a tam rozebrána.